# Todd (ciruela)
Todd es una variedad cultivar de ciruelo (Prunus domestica), de las denominadas ciruelas europeas.
Una variedad de ciruela obtenida de plántula casual en la granja de Herb Todd, a mediados de la década de 1970.
Las frutas de tamaño pequeño a mediano de forma ovalada alargada, ligeramente asimétrica, tienen piel colorazul profundo casi púrpura, recubierta de abundante pruina blanquecina, fina, y pulpa de color amarillo verdoso, textura poco jugosa, sabor un poco dulce y un poco rico.

## Historia
'Todd' variedad de ciruela europea que fue encontrada a mediados de la década de 1970 como plántula casual en la granja de Herb Todd. Fue introducida en los circuitos comerciales por el vivero "St. Lawrence Nurseries" Potsdam, (Nueva York).
'Todd' está cultivada en diversos bancos de germoplasma de cultivos vivos, tales como en National Fruit Collection (Colección Nacional de Fruta) de Reino Unido con el número de accesión: 1975-016 y Nombre Accesión : Todd. El espécimen fue recibido en el «National Fruit Trials» (Probatorio Nacional de Frutas), para evaluar sus características en 1975, enviado por Mr F. Ashworth, Heuvelton, (Nueva York).

## Características
'Todd' árbol de porte mediano, vigoroso, de copa redondeada, resistente. Es autofértil no necesitando otra variedad polinizadora. Flor blanca, que tiene un tiempo de floración que comienza a partir del 16 de abril con el 10% de floración, para el 20 de abril tiene una floración completa (80%), y para el 3 de mayo tiene un 90% de caída de pétalos.
'Todd' tiene una talla de tamaño pequeño a mediano de forma ovalada alargada, valvas ligeramente asimétricas, con peso promedio de 33.10 g;epidermis tiene una piel color azul profundo casi púrpura, recubierta de abundante pruina blanquecina, fina; sutura con línea bien visible, de color algo más oscuro que el fruto, situada en una depresión muy suave, algo más acentuada junto a cavidad peduncular; pedúnculo de longitud mediano, fuerte, con una longitud promedio de 11.49 mm; pulpa de color amarillo verdoso, textura poco jugosa, sabor un poco dulce y un poco rico.
Hueso semi libre a libre, alargado, asimétrico, con el surco dorsal muy ancho y profundo, los laterales más superficiales, zona ventral poco sobresaliente, superficie rugosa.
Su tiempo de recogida de cosecha se inicia en su maduración en la segunda decena de septiembre. La producción se obtiene con regularidad, y el fruto tiene buenas cualidades de almacenamiento.

## Usos
Se usa comúnmente como fruta fresca en mesa, y opción para preparados culinarios, ideal para hornear pasteles en bandeja.